# ГЕС Раїс Алі Ділаварі
ГЕС Rais Ali Dilavari — гідроелектростанція на південному заході Ірану. Використовує ресурс із річки Шапур, правої притоки Далакі, яка впадає у Перську затоку неподалік міста Бушир.
У межах проекту річку перекрили бетонною арковою греблею висотою 115 метрів, довжиною 240 метрів та шириною від 4 (по гребеню) до 37 (по основі) метрів, яка потребувала 220 тис м3 матеріалу. На час будівництва воду відвели за допомогою тунелю довжиною 0,28 км з діаметром 7,1 метрів. Гребля утримує водосховище з об’ємом 865 млн м3 та корисним об'ємом 520 млн м3.
Пригреблевий машинний зал обладнали двома турбінами типу Френсіс загальною потужністю 19,4 МВт, які забезпечують виробництво 97 млн кВт-год електроенергії на рік.
Таокж можливо відзначити, що комплекс забезпечує зрошення 20 тисяч гектарів земель.